# Chirocentrus
Chirocentrus is een geslacht van straalvinnige vissen uit de familie van wolfsharingen (Chirocentridae). Het geslacht is voor het eerst wetenschappelijk beschreven in 1817 door Cuvier.

## Soorten
- Chirocentrus dorab (Forsskål, 1775) – Wolfharing
- Chirocentrus nudus Swainson, 1839